# Schiene (Einheit)
Schiene oder Schin wurde ein Gewichtsmaß in Ulm bezeichnet, das ein sogenanntes Eisengewicht war.
- 240 Schin = 1 Pfund (Schinpfund)